# Ariobarzanes I de Cio
Ariobarzanes I de Cio é o primeiro dignitário conhecido da antiga cidade grega de Cio e um dos precursores da dinastia do Ponto.[carece de fontes?] Sabe-se que foi traído por seu filho Mitrídates I em favor do rei persa. É duvidoso, entretanto,[carece de fontes?] se é este o Ariobarzanes que conduziu os embaixadores atenienses até a costa da Mísia, em 405 a.C.,[carece de fontes?] depois que ficaram detidos por três anos sob as ordens de Ciro. É igualmente irresoluto [carece de fontes?] se é o mesmo que auxiliou Antalcidas, em 388 a.C..